# 楊槩
楊槩（1488年—？），字孔平，山東濟南府德州人，軍籍，明朝政治人物。

## 生平
山東鄉試第十名舉人。正德十二年（1517年）中式丁丑科會試第一百二十四名，登第三甲第二百二十九名進士。吏部观政，授户部主事，卒于官。

## 家族
曾祖楊世安；祖父楊玉；父楊溥，母張氏。具庆下。兄杨杲。弟杨渠。